# 코소보 국립도서관

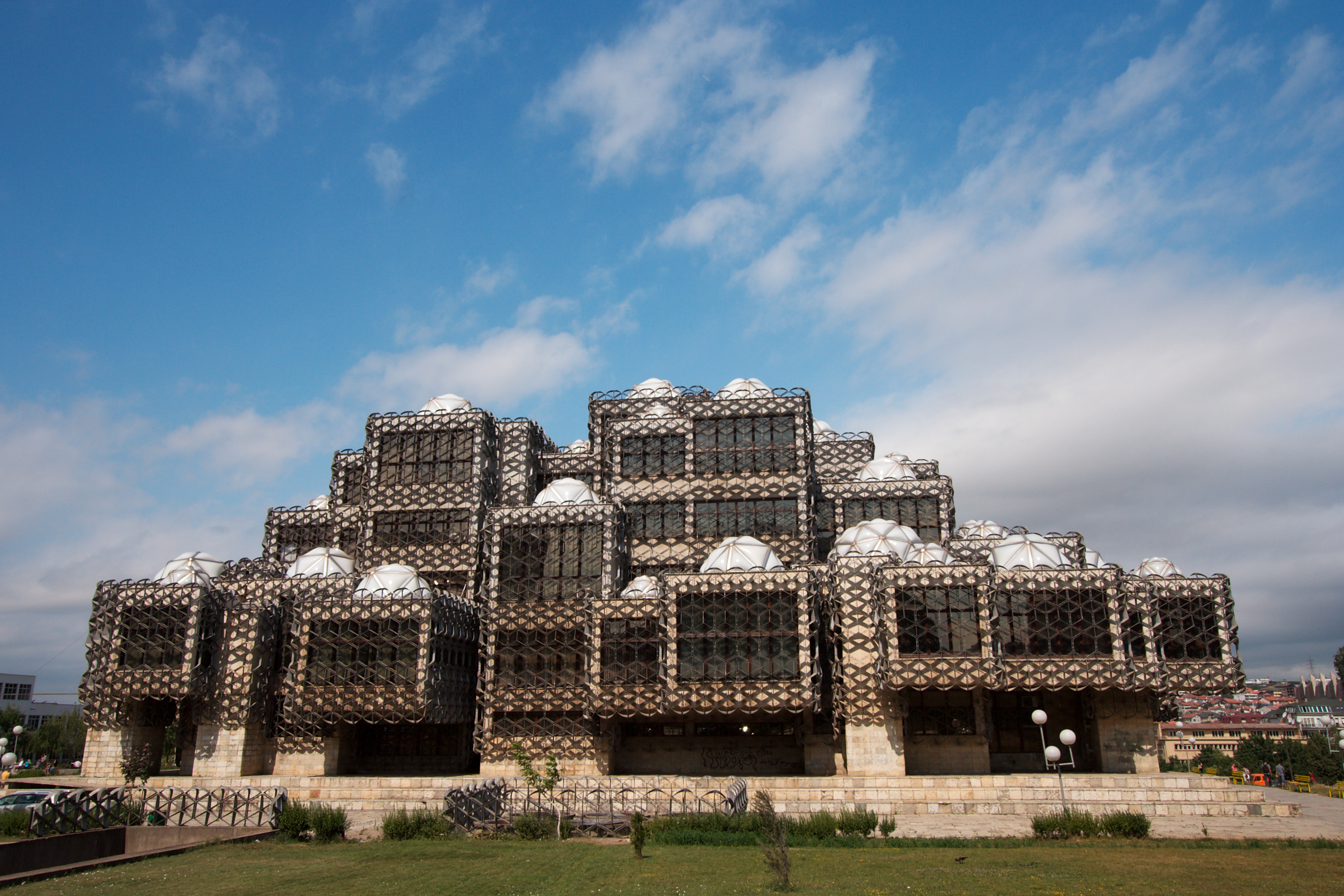
코소보 국립도서관

코소보 국립도서관(알바니아어: Biblioteka Kombëtare e Kosovës, 세르비아어: Народна библиотека Косова)은 코소보 프리슈티나에 위치한 국립도서관이다.